# Belvianes-et-Cavirac
Belvianes-et-Cavirac är en kommun i departementet Aude i regionen Occitanien  i södra Frankrike. Kommunen ligger  i kantonen Quillan som ligger i arrondissementet Limoux. År 2022 hade Belvianes-et-Cavirac 259 invånare.

## Befolkningsutveckling
Antalet invånare i kommunen Belvianes-et-Cavirac
Referens: INSEE